# Accordo centroamericano sui controlli di confine

Carta geografica

L'accordo centroamericano sui controlli di confine (o CA-4) è un trattato internazionale stipulato nel giugno del 2006 tra El Salvador, Guatemala, Honduras e Nicaragua, che prevede la libertà di circolazione, per i cittadini degli stati firmatari, nei territori degli stati stessi senza alcuna formalità o controllo doganale.

## Cittadini stranieri
I diritti di libera circolazione, previsti dalla convenzione, si estendono a tutti quei cittadini stranieri che sono entrati legalmente in uno stato firmatario. I cittadini che vengono espulsi da uno stato firmatario, non potranno entrare in uno degli altri stati membri.

### Cittadini stranieri esenti da visto
I cittadini dei seguenti stati non necessitano di un visto per entrare nei paesi firmatari dell'accordo, per permanenze non superiori ai novanta giorni:
- Argentina
- Austria
- Belgio
- Bulgaria
- Cile
- Città del Vaticano
- Colombia[4]
- Costa Rica
- Cipro
- Danimarca
- Ecuador[5]
- Estonia
- Finlandia
- Figi
- Francia
- Germania

- Giappone
- Grecia
- Islanda
- Irlanda
- Israele
- Italia
- Liechtenstein
- Lituania
- Lussemburgo
- Malta
- Monaco
- Paesi Bassi
- Nuova Zelanda
- Norvegia
- Panama
- Paraguay

- Polonia
- San Marino
- Saint Kitts e Nevis
- Saint Vincent e Grenadine
- São Tomé e Príncipe
- Regno Unito[6]
- Slovacchia
- Slovenia
- Sudafrica
- Spagna
- Svezia
- Svizzera
- Trinidad e Tobago
- Turchia
- Ungheria
- Uruguay